# 高崎三重郎
高崎 三重郎（たかさき さんじゅうろう、1877年〈明治10年〉9月4日 - 1958年〈昭和33年〉11月11日）は、明治時代後期から昭和時代の政治家、実業家。貴族院多額納税者議員。

## 経歴
茨城県行方郡、のちの麻生町（現行方市）出身。高崎新蔵の長男として生まれ、1894年（明治27年）7月に祖父三郎右衛門の後を受け家督を相続する。農業を営む。
麻生町会議員、行方郡会議員、同郡教育会副会長、麻生町労務委員、茨城県農工銀行監査役、佐原興業銀行取締役を歴任した。
1911年（明治44年）には茨城県多額納税者として貴族院議員に互選され、同年9月29日から1918年（大正7年）9月28日まで1期務めた。